# Чемпионат мира по трековым велогонкам 2015
Чемпионат мира по трековым велогонкам 2015 года прошёл в пригороде Парижа Сэн-Кентен-эн-Ивелин, Франция на велотреке Vélodrome de Saint-Quentin-en-Yvelines с 18 по 22 февраля 2015 года под эгидой UCI. Было разыграно 19 комплектов наград: 10 у мужчин и 9 у женщин. Победу в неофициальном командном зачёте одержала сборная Франции, завоевавшая по 5 золотых медалей. Сборная Австралии завоевала наибольшее количество медалей — 11.

## Медали

### Общий зачёт
(Жирным выделено самое большое количество медалей в своей категории)
| Место | Страна         | Золото | Серебро | Бронза | Всего |
| ----- | -------------- | ------ | ------- | ------ | ----- |
| 1     | Франция        | 5      | 0       | 2      | 7     |
| 2     | Австралия      | 4      | 4       | 3      | 11    |
| 3     | Германия       | 3      | 1       | 3      | 7     |
| 4     | Россия         | 2      | 2       | 0      | 4     |
| 5     | Нидерланды     | 1      | 2       | 1      | 4     |
| 5     | Новая Зеландия | 1      | 2       | 1      | 4     |
| 7     | Китай          | 1      | 0       | 1      | 2     |
| 8     | Колумбия       | 1      | 0       | 0      | 1     |
| 8     | Швейцария      | 1      | 0       | 0      | 1     |
| 10    | Великобритания | 0      | 3       | 0      | 3     |
| 11    | Испания        | 0      | 2       | 0      | 2     |
| 12    | США            | 0      | 1       | 2      | 3     |
| 13    | Италия         | 0      | 1       | 1      | 2     |
| 14    | Япония         | 0      | 1       | 0      | 1     |
| 15    | Канада         | 0      | 0       | 2      | 2     |
| 16    | Бельгия        | 0      | 0       | 1      | 1     |
| 16    | Куба           | 0      | 0       | 1      | 1     |
| 16    | Малайзия       | 0      | 0       | 1      | 1     |
| Всего | Всего          | 19     | 19      | 19     | 57    |

### Медалисты
Жирным выделены олимпийские дистанции

#### Мужчины
| Дисциплины                         | Золото                                                                    | Серебро                                                                | Бронза                                                                           |
| ---------------------------------- | ------------------------------------------------------------------------- | ---------------------------------------------------------------------- | -------------------------------------------------------------------------------- |
| Спринт                             | Грегори Боже (FRA)                                                        | Денис Дмитриев (RUS)                                                   | Кентен Лафарж (FRA)                                                              |
| Гит на 1 км                        | Франсуа Первис (FRA)                                                      | Йоахим Айлерс (GER)                                                    | Мэтт Арчибальд (AUS)                                                             |
| Индивидуальная гонка преследования | Штефан Кюнг (SUI)                                                         | Джек Бобридж (AUS)                                                     | Жульен Морис (FRA)                                                               |
| Командная гонка преследования      | Новая Зеландия · Питер Буллинг · Дилан Кеннетт · Алекс Фрейм · Марк Райан | Великобритания · Эд Кленси · Стивен Бурк · Оуэйн Доулл · Эндрю Теннант | Австралия · Джек Бобридж · Александер Эдмондсон · Митчел Малхерн · Майлз Скотсон |
| Командный спринт                   | Франция · Грегори Боже · Микаэль Д’Альмейда · Кевин Сиро                  | Новая Зеландия · Эдвард Доукинс · Итан Митчелл · Сэм Уэбстер           | Германия · Йоахим Айлерс · Рене Эндерс · Роберт Фёстерманн                       |
| Кейрин                             | Франсуа Первис (FRA)                                                      | Эдвард Доукинс (NZL)                                                   | Азизульхасни Аванг (MAS)                                                         |
| Скрэтч                             | Лукас Лисс (GER)                                                          | Альберт Торрес (ESP)                                                   | Бобби Ли (USA)                                                                   |
| Гонка по очкам                     | Артур Ершов (RUS)                                                         | Элой Теруэль (ESP)                                                     | Максимиллиан Бейер (GER)                                                         |
| Мэдисон                            | Франция · Бриан Кокар · Морган Кнески                                     | Италия · Лиам Бертаццо · Элиа Вивиани                                  | Бельгия · Яспер Де Брёйст · Отто Вергарде                                        |
| Омниум                             | Фернандо Гавирия (COL)                                                    | Гленн О’Ши (AUS)                                                       | Элиа Вивиани (ITA)                                                               |

#### Женщины
| Дисциплины                         | Золото                                                                      | Серебро                                                                        | Бронза                                                                 |
| ---------------------------------- | --------------------------------------------------------------------------- | ------------------------------------------------------------------------------ | ---------------------------------------------------------------------- |
| Спринт                             | Кристина Фогель (GER)                                                       | Элис Лигтле (NED)                                                              | Чжун Тяньши (CHN)                                                      |
| Гит на 500 м                       | Анастасия Войнова (RUS)                                                     | Анна Мирс (AUS)                                                                | Мириам Вельте (GER)                                                    |
| Индивидуальная гонка преследования | Ребекка Вясак (AUS)                                                         | Дженнифер Валенте (USA)                                                        | Эми Кьюр (AUS)                                                         |
| Командная гонка преследования      | Австралия · Аннетт Эдмондсон · Эшли Анкудинофф · Эми Кьюр · Мелисса Хоскинс | Великобритания · Кэти Арчибальд · Лора Тротт · Элинор Баркер · Джоанна Розуэлл | Канада · Эллисон Беверидж · Ясмин Глессер · Кирсти Лей · Стефани Рурда |
| Командный спринт                   | Китай · Гун Цзиньцзе · Чжун Тяньши                                          | Россия · Дарья Шмелёва · Анастасия Войнова                                     | Австралия · Каарли Маккаллох · Анна Мирс                               |
| Кейрин                             | Анна Мирс (AUS)                                                             | Сханне Браспеннинкс (NED)                                                      | Лисандра Герра (CUB)                                                   |
| Скрэтч                             | Кирстен Вилд (NED)                                                          | Эми Кьюр (AUS)                                                                 | Эллисон Беверидж (CAN)                                                 |
| Гонка по очкам                     | Штефани Пол (GER)                                                           | Минами Увано (JPN)                                                             | Кимберли Гейст (USA)                                                   |
| Омниум                             | Аннетт Эдмондсон (AUS)                                                      | Лора Тротт (GBR)                                                               | Кирстен Вилд (NED)                                                     |